# Tineke van Heule
Tineke van Heule is een Vlaams liedje; de tekst werd geschreven door de West-Vlaamse dichter René De Clercq en op muziek gezet door Emiel Hullebroeck.
In 1907 gaf René De Clercq zijn tweede dichtbundel uit: „Echo’s”. In die bundel bezong de toen bijna 23-jarige De Clercq alles uit het eenvoudige landelijke leven van zijn geboortestreek dat indruk op hem maakte. Tussen die poëziestukjes door ging hij ook wel eens de amoureuze toer op. Met een overmoed die kenmerkend is voor jonge romantische dichters, durfde hij thema’s aan zoals de vergankelijke, eeuwige en onbeantwoorde liefde. Samen met de gedichten voor de bundel Echo’s schreef René De Clercq het gedicht „Tineken van Heule”.

## Het gedicht
Tineke van Heule, ons maartje,

Kan werken gelijk een paardje,

Kan melken, kan mesten,

Kan schuren gelijk de besten.

Tineke van Heule, ons maartje,

Staat hoog in de gunst van mijn vaartje,

En als moederken haar prijst,

Dat mijn zuster er om krijst,

Dan lach ik een beetj’ in mijn baardje.

    Liever dan een vis die in een goudzee zwemt,

    Liever dan een vogel die geen sparen kent

    Liever dan een freule, Tineke van Heule,

    Tineke, ons maartjen in haar hemd! (bis)

Tineke heeft geld noch goedje,

Noch landeke, noch pandeke, noch koetje,

Noch huisje, noch kruisje,

Noch een lappeke voor op mijn buisje.

Tineke heeft geld noch goedje,

Maar een hemel is haar lachen en haar groetje,

Als zij trippelt naar de bron,

Met haar emmer in de zon,

En haar klompeken vast aan haar voetje.

Tineke van Heule, mijn minneken,

Op u staat mijn zoetste zinneken,

U lust ik, u kust’ ik,

Op uw harteken bouw en rust ik.

Tineke van Heule, mijn minneken,

Mijn poezelig dubbel kinneken,

Leg uw handeke in de mijn

En een bruiloft zal het zijn

Van een boer en een schoon boerinneken.
In Tineken van Heule verklaart René De Clercq zijn liefde aan een boerenmeid die niets bezit. Materiële welvaart speelt geen enkele rol bij de liefdesrelatie. De Clercq brengt ode aan het eenvoudige, landelijke volksmeisje dat zelfs echte freules doet verbleken. 
Het liedje werd gemaakt als parodie op het meisje, Valentineke Ottevaere, waar René De Clercq toen verliefd op was. Valentine was een freule van goede afkomst die van het boerenleven waarschijnlijk evenveel afwist als een koe van fietsen en was dus het tegenovergestelde van Tineken van Heule.
Valentine was afkomstig uit Deerlijk zelf en niet uit Heule. Maar vanwaar dan „Tineken van Heule”? „Liever dan een freule... Tineken van...”: hier heeft zo goed als zeker de dichterlijke vrijheid samen met de rijmplicht het passende woordje ingevuld. De plaatsnaam Deerlijk zou hier niet goed geklonken hebben.

## Het liedje
René De Clercq had het gedicht nog niet gepubliceerd toen hij het handschrift aan zijn goede vriend Emiel Hullebroeck gaf. Hullebroeck zag de kwaliteiten van het gedicht meteen zitten en componeerde er een luchtig wijsje bij. Het liedje Tineke van Heule werd een succes.

## Culturele invloed
- Dankzij dit liedje werd het dorp Heule bij Kortrijk bekend als de ’Tinekesgemeente’. Elk jaar worden er Tinekesfeesten georganiseerd. Dit hebben de Heulenaars te danken aan de dichterlijke vrijheid van René De Clercq, die vond dat Heule beter in het gedicht paste dan Deerlijk.
- Ter gelegenheid van de Tinekesfeesten brouwt Brouwerij Gulden Spoor te Gullegem in samenwerking met “Dranken Pauwels” te Kortrijk het bier Tineke van Heule, een blond bier met een alcoholpercentage van 8%.
- Er werd een volksfilm gemaakt ter gelegenheid van vijftig jaar Tinekesfeesten.[1]
- Het lied Tineke van Heule werd opgenomen in de Studentencodex en gezongen op studentencantussen.
- In 1983 werd een Belgische postzegel uitgegeven met een voorstelling van Tineke van Heule.

## Online versies
- Muziekpartituur op avrmar.be
- Noten en tekst op liedjeskist.nl
- Bewerking op codeximperium.be
- Youtube
  - Versie van langspeelplaat op YouTube
  - Gemoderniseerde versie door Zomaar, 2013 op YouTube
  - Gespeeld door de fanfare van de Nederlandse cavalerie of marinierskapel op YouTube
  - Met Nederlandse volksdansgroep De Brinkdansers in Netersel, 2010 op YouTube